# Tedj Bensaoula
Tedj Bensaoula (en árabe: تاج بن سحاولة‎) (nacido 1 de diciembre de 1954 en Tessala, Sidi Belio Abbès Provincia) es un director de fútbol argelino y exjugador. Actualmente dirige CR Témouchent en la liga de fútbol de Argelia.

## Biografía
Tedj Bensaoula nació en la granja de sus abuelos, en las alturas del massif de Tessala. En 1958 su familia fue conducida fuera de esta área prohibida durante la Guerra de Liberación, su familia fue enviada a Hammam Bou Hadjar, Tedj tenía cuatro años.

## Trayectoria

### Etapa en Argelia
Bensaoula debutó en el año 1971 a la edad de 17 años, junto al IR Hammam Bouhadjar el club de su ciudad natal, jugó de 1971 a 1977, en total disputó 210 partidos y anotó 37 goles.
En 1977 fue transferido al Mouloudia Club d'Oran, en donde jugó de 1977 a 1983, disputando 40 partidos y colaborando con 20 goles.

### Etapa en Francia: Le Havre AC y Dunkerque
En 1983, ya con 29 años, Bensaoula emigró al futbol francés específicamente al Le Havre AC, en su primera temporada en la Ligue 2 1983-84 donde jugó 24 partidos y ayudo con 8 tantos para que su club logre un meritorio 3er puesto quedando a solo 5 puntos del ascenso a la Ligue 1. 
En la 84-85 su rendimiento fue mejor a la par de su club, disputó 27 partidos y anotó 6 goles, Apoyando al campeonato de liga de su club y logrando el esperado ascenso a la primera de Francia.
En la ligue 1 1985-86, Bensaoula junto a su club no tuvieron una buena campaña, dado que el Le Havre terminó 17º a solo 2 puntos del descenso, Bensaoula disputó tan solo 18 partidos de 38 y anotando solo 2 goles.
En la 1986-87 Bensaoula fue transferido al USL Dunkerque de la ligue 2, quedando 8º en la temporada anotando 2 goles en 14 partidos.

## Clubes
Datos actualizados a fin de carrera deportiva.
| Club                  | País             | Año              | Partidos | Goles | Prom. |
| --------------------- | ---------------- | ---------------- | -------- | ----- | ----- |
| IR Hammam Bouhadjar   | Argelia          | 1971 - 1977      | 210      | 37    | 0,18  |
| Mouloudia Club d'Oran | Argelia          | 1977 - 1983      | 40       | 20    | 0,50  |
| Le Havre AC           | Francia          | 1983 - 1986      | 69       | 16    | 0,23  |
| USL Dunkerque         | Francia          | 1986 - 1987      | 14       | 2     | 0,14  |
| Total en Carrera      | Total en Carrera | Total en Carrera | 333      | 75    | 0,23  |

## Selección nacional
Bensaoula debutó el 24 de junio de 1979, a la edad de 24 años, participó con la selección de Argelia en dos ediciones de la Copa Mundial de la FIFA, en 1982 y 1986. Además participó en 3 ediciones de la Copa Africana de Naciones, en 3 ediciones; 1980, 1984 y 1986. En 1980 participó en el subcampeonato de Argelia donde colaboró con 2 goles, para 1984 colaboró con un gol ante Ghana ocupando el tercer puesto en el torneo; también participó en la Juegos Olímpicos de Moscú 1980.

### Participaciones en Copas del Mundo
| Mundial                        | Sede                     | Resultado                | Partidos | Goles | Prom. |
| ------------------------------ | ------------------------ | ------------------------ | -------- | ----- | ----- |
| Copa Mundial de Fútbol de 1982 | España                   | Primera fase             | 3        | 1     | 0,33  |
| Copa Mundial de Fútbol de 1986 | México                   | Primera fase             | 1        | 0     | 0,00  |
| Total en Copas del Mundo       | Total en Copas del Mundo | Total en Copas del Mundo | 4        | 1     | 0,25  |

### Participaciones en Copas Africanas
| Copa                           | Sede                     | Resultado                | Partidos | Goles | Prom. |
| ------------------------------ | ------------------------ | ------------------------ | -------- | ----- | ----- |
| Copa Africana de Naciones 1980 | Nigeria                  | Subcampeón               | 5        | 2     | 0,40  |
| Copa Africana de Naciones 1984 | Costa de Marfil          | Tercer lugar             | 4        | 1     | 0,25  |
| Copa Africana de Naciones 1986 | Egipto                   | Primera fase             | 2        | 0     | 0,00  |
| Total en Copas Africanas       | Total en Copas Africanas | Total en Copas Africanas | 11       | 3     | 0,27  |

### Participaciones en Juegos Olímpicos
| Juegos                   | Sede  | Resultado        | Partidos | Goles | Prom. |
| ------------------------ | ----- | ---------------- | -------- | ----- | ----- |
| Juegos Olímpicos de 1980 | Rusia | Cuartos de final | 4        | 0     | 0,00  |

### Estadísticas
Actualizado el 6 de junio de 1986
| Selección      | Año           | Amistosos | Amistosos | Copa Africana | Copa Africana | Eliminatorias | Eliminatorias | Mundial | Mundial | Juegos Olímp./Medite. | Juegos Olímp./Medite. | Total | Total | Prom. |
| Selección      | Año           | Part.     | Goles     | Part.         | Goles         | Part.         | Goles         | Part.   | Goles   | Part.                 | Goles                 | Part. | Goles | Prom. |
| -------------- | ------------- | --------- | --------- | ------------- | ------------- | ------------- | ------------- | ------- | ------- | --------------------- | --------------------- | ----- | ----- | ----- |
| Adulta Argelia | 1979          | —         | —         | —             | —             | 3             | 3             | —       | —       | 2                     | 1                     | 5     | 4     | 0,80  |
| Adulta Argelia | 1980          | 1         | 0         | 5             | 2             | 4             | 3             | —       | —       | 4                     | 0                     | 14    | 5     | 0,36  |
| Adulta Argelia | 1981          | 1         | 0         | —             | —             | 3             | 1             | —       | —       | —                     | —                     | 4     | 1     | 0,25  |
| Adulta Argelia | 1982          | —         | —         | —             | —             | —             | —             | 3       | 1       | —                     | —                     | 3     | 1     | 0,33  |
| Adulta Argelia | 1983          | 2         | 0         | —             | —             | 8             | 4             | —       | —       | —                     | —                     | 10    | 4     | 0,40  |
| Adulta Argelia | 1984          | 1         | 0         | 4             | 1             | 1             | 1             | —       | —       | —                     | —                     | 6     | 2     | 0,33  |
| Adulta Argelia | 1985          | —         | —         | —             | —             | 4             | 2             | —       | —       | —                     | —                     | 4     | 2     | 0,50  |
| Adulta Argelia | 1986          | 1         | 0         | 2             | 0             |               |               | 1       | 0       | —                     | —                     | 4     | 0     | 0,00  |
| Adulta Argelia | Total         | 6         | 0         | 11            | 3             | 23            | 14            | 4       | 1       | 6                     | 1                     | 50    | 19    | 0,38  |
| Total carrera  | Total carrera | 6         | 0         | 11            | 3             | 23            | 14            | 4       | 1       | 6                     | 1                     | 50    | 19    | 0,38  |

## Palmarés

### Campeonatos nacionales
| Título  | Club        | País    | Año     |
| ------- | ----------- | ------- | ------- |
| Ligue 2 | Le Havre AC | Francia | 1984-85 |